# Vesdun
Vesdun és un municipi francès, situat al departament de Cher i a la regió de Centre – Vall del Loira. L'any 2019 tenia 554 habitants.

## Demografia

### Població
El 2007 la població de fet de Vesdun era de 631 persones. Hi havia 292 famílies, de les quals 132 eren unipersonals (68 homes vivint sols i 64 dones vivint soles), 80 parelles sense fills, 60 parelles amb fills i 20 famílies monoparentals amb fills.
La població ha evolucionat segons el següent gràfic:
Habitants censats

### Habitatges
El 2007 hi havia 459 habitatges, 300 eren l'habitatge principal de la família, 84 eren segones residències i 75 estaven desocupats. 378 eren cases i 12 eren apartaments. Dels 300 habitatges principals, 184 estaven ocupats pels seus propietaris, 103 estaven llogats i ocupats pels llogaters i 13 estaven cedits a títol gratuït; 49 tenien una cambra, 27 en tenien dues, 70 en tenien tres, 67 en tenien quatre i 87 en tenien cinc o més. 165 habitatges disposaven pel capbaix d'una plaça de pàrquing. A 144 habitatges hi havia un automòbil i a 74 n'hi havia dos o més.

### Piràmide de població
La piràmide de població per edats i sexe el 2009 era:
| Homes | Edats   | Dones |
| ----- | ------- | ----- |
| 0     | 95 o +  | 8     |
| 4     | 90 a 94 | 8     |
| 0     | 85 a 89 | 12    |
| 16    | 80 a 84 | 8     |
| 32    | 75 a 79 | 28    |
| 16    | 70 a 74 | 28    |
| 32    | 65 a 69 | 24    |
| 12    | 60 a 64 | 16    |
| 20    | 55 a 59 | 4     |
| 28    | 50 a 54 | 16    |
| 20    | 45 a 49 | 16    |
| 48    | 40 a 44 | 20    |
| 12    | 35 a 39 | 20    |
| 20    | 30 a 34 | 24    |
| 24    | 25 a 29 | 8     |
| 16    | 20 a 24 | 20    |
| 20    | 15 a 19 | 4     |
| 16    | 10 a 14 | 20    |
| 24    | 5 a 9   | 12    |
| 8     | 0 a 4   | 24    |

## Economia
El 2007 la població en edat de treballar era de 380 persones, 236 eren actives i 144 eren inactives. De les 236 persones actives 204 estaven ocupades (118 homes i 86 dones) i 32 estaven aturades (18 homes i 14 dones). De les 144 persones inactives 51 estaven jubilades, 19 estaven estudiant i 74 estaven classificades com a «altres inactius».

### Ingressos
El 2009 a Vesdun hi havia 250 unitats fiscals que integraven 532 persones, la mediana anual d'ingressos fiscals per persona era de 13.733 €.

### Activitats econòmiques
Dels 24 establiments que hi havia el 2007, 4 eren d'empreses de construcció, 4 d'empreses de comerç i reparació d'automòbils, 3 d'empreses de transport, 1 d'una empresa d'hostatgeria i restauració, 1 d'una empresa d'informació i comunicació, 7 d'empreses de serveis, 2 d'entitats de l'administració pública i 2 d'empreses classificades com a «altres activitats de serveis».
Dels 4 establiments de servei als particulars que hi havia el 2009, 1 era una oficina de correu, 1 taller de reparació d'automòbils i de material agrícola, 1 lampisteria i 1 perruqueria.
L'any 2000 a Vesdun hi havia 47 explotacions agrícoles que ocupaven un total de 3.306 hectàrees.

## Equipaments sanitaris i escolars
El 2009 hi havia una escola elemental.

## Poblacions més properes
El següent diagrama mostra les poblacions més properes.